# Lactucin
Lactucin ist eine organische Verbindung aus der Gruppe der Sesquiterpenlactone und kommt natürlich in Gartensalat vor.

## Vorkommen

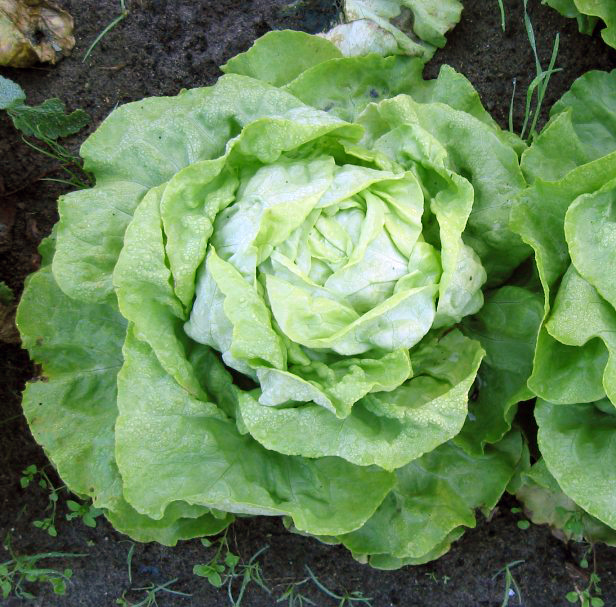
Gartensalat

Lactucin kommt in der Gemeinen Wegwarte (Cichorium intybus) und im Gift-Latttich (Lactuca virosa) vor. In Form von Estern – Oxalat beziehungsweise Sulfat – kommt es im Milchsaft des Gartensalats (Lactuca sativa) vor.

## Eigenschaften
Lactucin ist ein Bitterstoff und kristallisiert als Reinstoff in weißen glänzenden Plättchen. In einer Studie an Mäusen wirkte es analgetisch. Es wirkt außerdem in vitro als Antiparasitikum gegen den Malaria-Erreger Plasmodium falciparum.